# Соэй (Внутренние Гебридские острова)
Со́эй (англ. Soay, гэльск. Sòdhaigh) — остров в архипелаге Внутренние Гебридские острова, на западе Шотландии. Административно принадлежит округу Хайленд.

## География
Остров состоит из двух условно прямоугольных частей, соединённых небольшой перемычкой шириной около 400 метров. Первая часть имеет размер 3 на 2,5 км, вторая — 2,3 на 2,1 км, общая площадь составляет 10,36 км². Высшая точка острова находится на отметке 141 метр над уровнем моря. В одном километре к северу расположен остров Скай — второй по величине остров Великобритании. До Соэя можно свободно добраться на лодке из деревни Элгол, находящейся в 4,5 километрах к востоку.
В переводе с древнескандинавского языка Соэй означает «Овечий остров», так как исторически здесь разводили овец. Существует даже отдельная порода соэйская овца, однако следует помнить, что выведена она была на одноимённом острове, но находящемся в другом архипелаге.

## История
В 1850 году население острова составляло около 150 человек, однако затем оно резко сократилось в связи с депортацией шотландских горцев. В 1946 году известный натуралист и писатель Гевин Максвелл купил остров и обустроил на нём штаб-квартиру основанной им компании The Island of Soay Shark Fisheries Ltd, целью которой было отлов гигантских акул для добычи их желчи. Однако предприятие оказалось неуспешным, уже в 1948 году компания разорилась и Максвелл был вынужден продать остров своему бизнес-партнёру Тексу Геддесу. Об этом своём бизнесе Максвелл написал книгу Harpoon at a Venture.
20 июня 1953 года большинство населения острова было перемещено на остров Малл.
С 1965 по 1967 год на Соэе выпускались собственные почтовые марки, однако поскольку изображения на них печатались без разрешения правообладателя, вскоре они были признаны «богусом».
В 1978 году Соэй прославился тем, что здесь появилась первая в мире автоматическая телефонная станция, работающая на солнечной энергии.
Демография
- 1850 год — ок. 150 жителей
- 1961 — 11
- 1971 — 5
- 1981 — 8
- 1991[англ.] — 14
- 2001 — 7
- 2011[англ.] — 1[2]

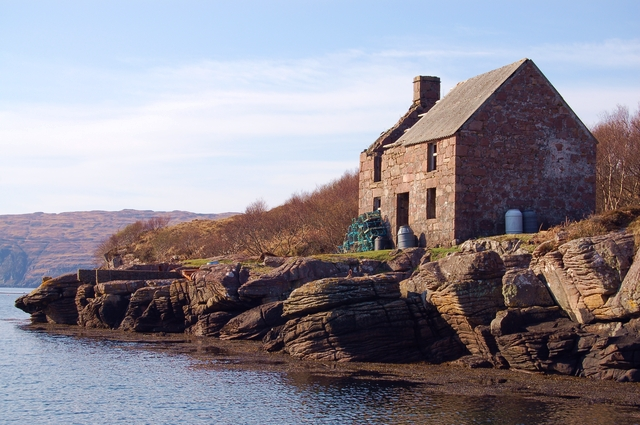
Бывшая штаб-квартира компании The Island of Soay Shark Fisheries Ltd (1945—1948), основанной известным натуралистом и писателем Гевином Максвеллом[англ.]
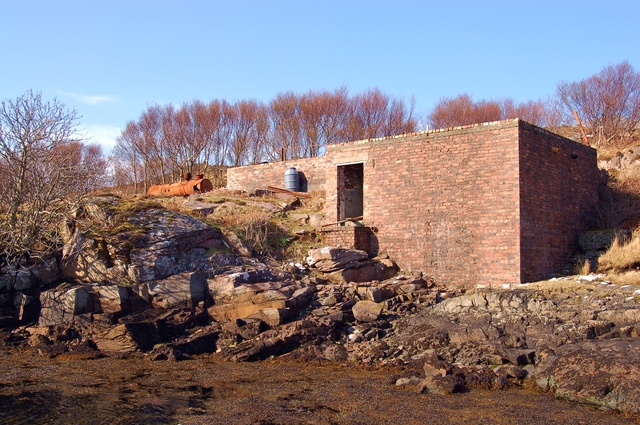
Одно из строений The Island of Soay Shark Fisheries Ltd
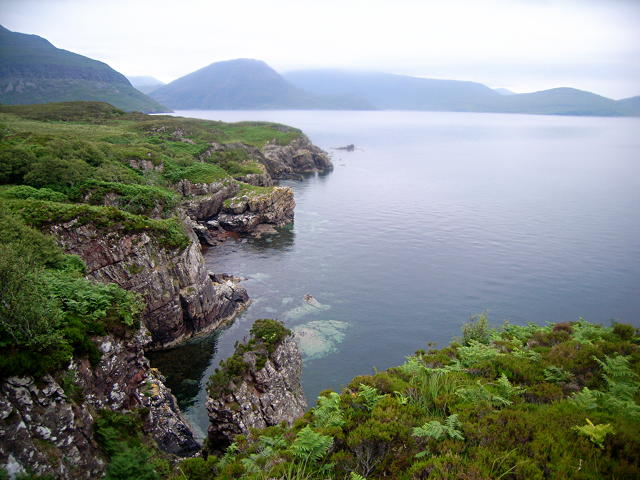
Восточный берег
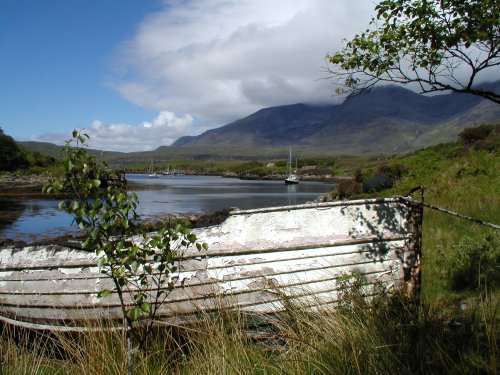
Северная бухта